# Parroquia Beato Juan XXIII (Ocaña, Norte de Santander)
La Parroquia San Juan XXIII es una Iglesia de culto católico ubicada en la ciudad Colombiana de Ocaña, en el departamento de Norte de Santander. El templo está dedicado al San Juan XXIII bajo la advocación de Nuestra Señora de las Gracias de Torcoroma siendo la Santa patrona de Diócesis de Ocaña.

## Historia
La parroquia San Juan XXIII Comenzó su construcción el 3 de febrero de 2002 con la llegada del primer párroco, el presbítero Jesús Emel Gonzales Jiménez que con la ayuda de un grupo de personas vieron cristalizados sus sueños. Es creada por decreto número 153 del 18 de mayo de 2002. Desde esta fecha comienzan ha organizarse los diferentes comités y estructuras parroquiales. Su patrono es el Beato Juan XXIII cuya fiesta se celebra el 11 de octubre y tiene como titular a Nuestra Señora de las Gracias de Torcoroma y cuyo santuario hace parte de su jurisdicción.
El presbítero Jesús Emel Gonzales Jiménez trabajó durante 8 años con muchos obstáculos en cuanto la construcción del templo parroquial, inclusive problemas en las escrituras para la construcción del templo parroquial, pero gracias a la colaboración de los agentes de pastoral se logró seguir adelante y fue así como se logró el levantamiento de las columnas, las paredes y la estructura del techo y en láminas de hierro, quedando los demás detalles para el nuevo párroco.
El nuevo párroco, el presbítero Linersi León Trigos fue nombrado por decreto No 259 del 15 de octubre de 2008 y asume el cargo un 1 de febrero de 2009 con gran respuesta del pueblo de Dios al darle la bienvenida la nuevo pastor Enviado por Dios.
El presbítero Linersi León Trigos aportando sus experiencias pastorales y su dinamismo sacerdotal ha contribuido con lo mejor de sí mismo para hacer crecer cada día más esta comunidad parroquial habitada del amor a Dios y a su Iglesia.
El nuevo párroco en ceremonia litúrgica en el Templo Parroquial ante el Canciller de la Diócesis Mons. Luis Carlos Lopera Barrera el día domingo 1 de febrero de 2009 a las 7 de la noche con la gran presencia del pueblo de Dios en donde el nuevo pastor lo que quiere es que todos los fieles bautizados de la parroquia Beato Juan XXIII Contribuyan en la medida de sus capacidades para que se una Comunidad donde se piense, se hable y se busque en todo configurarse con Cristo Sumo Y Eterno Sacerdote, igualmente que no llegaba a quitar nada de lo que con tanto esfuerzo y dinamismo sembró el presbítero Jesús Emel Gonzales Jiménez con tanto esfuerzo y dedicación que durante 8 años hizo en esta comunidad parroquial.
El 2 de enero de 2010 se da inicio al trabajo de cambio del antiguo piso por el ante piso y la adecuación de la sacristía.
En el mes de julio de 2010 se da inicio al encerramiento del templo parroquial, que consistió en la puesta de unas ventanas y unos vitrales; esta obra se terminó en los últimos días del mes de noviembre del mismo año.
El 11 de agosto de 2011 llega a la parroquia la imagen de Nuestra Señora de las Gracias de Torcoroma en el marco de los 300 años de su aparición a las 5 de la tarde, siendo recibida por más de 4.000 personas en el puente de la cárcel modelo de Ocaña. Fue un gran acontecimiento donde se manifestó la gran devoción a la Virgen de Torcoroma con representaciones en vivo por parte de la comunidad y con una eucaristía solemne que terminó hacia las 10:30 de la noche. Se permaneció en oración mariana durante toda la noche por un grupo de feligreses. El 12 de agosto del mismo año se rezo el santo rosario a las 5 de la mañana y celebraciones Eucarísticas a las 6:30 de la mañana, 12 meridiano, 3 de la tarde y a las 5 de la tarde donde se despidió la Augusta Señora a las 5 de la tarde con una santa Misa con presencia de más de 2.000 personas, luego se llevó en procesión hasta el parque de la cárcel modelo donde se entregó la imagen a la parroquia de san Agustín.
El 9 de octubre de 2011 a las 10 de mañana se administró el sacramento de la confirmación a 42 jóvenes con la presencia de S.E.R MONS Jorge Enrique Lozano Zafra Obispo de la Diócesis de Ocaña.
En el mes de octubre de 2011 se inicia el trabajo de estucado y pintada del interior del templo parroquial y se terminó el 30 de noviembre de 2011.
Es de anotar que todos los trabajo se han hecho con la ayuda de todos los agentes de pastoral por medio de campañas como venta de comidas, bingos, bazares, colectas, rifas y otras actividades programadas con la ayuda del párroco y de personas que inclusive no forman parte de la parroquia.
La parroquia actualmente está conformada por 13 sectores, cuenta con los comité de liturgia, catequesis, pastoral social, equipo juvenil, ministro de la Eucaristía, Ministerio musical, Acólitos y el EPAP como responsables de la pastoral en general con ala orientación del párroco; también cuenta con unas veredas que conforman los corregimientos del Agua de la virgen y de Pueblo Nuevo donde permanentemente reciben la visita de su párroco en diferentes celebraciones litúrgicas y comunitarias caracterizadas por la humildad y la sencillez de los hermanos trabajadores del campo, que con sus fe inquebrantable y asisten a cada una de las visitas de su párroco y pastor destacándose las celebraciones de la virgen del carmen el 16 de julio en el lugar que ellos llaman la peña donde se reúnen las veredas cercanas como el poleo, hierbabuena, curitos , la honda, el cauca, del mismo corregimiento de Pueblo Nuevo y gran gente de la ciudad de Ocaña, cuya dicha celebración se caracteriza por la hermandad y la unión de todos que alrededor los Sacramentos se congregan y comparten su fe y participan de una almuerzo de olla comunitaria nos recuerdan el pasaje bíblico de Hechos de los Apóstoles 2,41-46. Pero lo más importante es que los feligreses tienen un gran sentido de pertenencia por la Parroquia demuestra su amor por la misma, dando cada uno lo mejor que tienen en el anuncio del Evangelio como verdaderos discípulos Y misioneros de Jesús y lo que demuestra la gran participación en las Eucaristías Dominicales donde se reúnen en los cuatro horarios de Misas para alimentarse de pan eucarístico de donde se fortalecen en medio de las dificultades del diario vivir para luchar y seguir adelante.
La comunidad parroquial del Beato Juan XXIII, es una comunidad de puertas siempre abiertas a todas las personas que a diaria la vistan no solo para recibir orientación espiritual de su párroco, sino para tener momentos de encuentros fraterno como los bazares parroquiales, los bingos, el banquete de la generosidad, donde en un ambiente de colaboración todos aportan su granito de arena en la construcción del templo parroquial y en el mejoramiento de su aspecto físico , pero a la para de la parte material también se realizan grandes y muy buenas actividades pastorales como le retiro espiritual en el tiempo de cuaresma, las jornadas de oración por las familias, las convivencias y las jornadas de orientación Bíblica por parte de su párroco los últimos jueves de cada mes donde todos con mucha fe y respeto a Dios acuden a beber de la Palabra y de los Sacramentos de la fuente de la salvación que es Cristo Jesús (Juan 4.10-14).
El día Sábado 13 de abril del 2013, la Familia Arévalo Rangel entrega a la iglesia de Cristo el primer Sacerdote de nuestra comunidad parroquial del Beato Juan XXIII al Presbítero Richard Arsenio Arévalo Rangel, ordenado por Monseñor Jorge Enrique Lozano Zafra, obispo de la diócesis de Ocaña en la Catedral de Santa Ana, Iglesia Madre de esta diócesis; y que el día Domingo 14 de abril del 2013, realiza su primera eucaristía con una gran compañía de esta comunidad parroquial y con el primer párroco el presbítero Jesús Emel Gonzales Jiménez y con el párroco actual el presbítero Linersi León Trigos.

## Episcopologio
- Jesús Emel Gonzales Jiménez (18 de mayo de 2002 Nombrado - 1 de febrero de 2009 Nombrado párroco de San Antonio de Padua en Ocaña)
- Linersi León Trigos (1 de febrero de 2009 Nombrado - 2 de febrero de 2016 nombrado rector del Seminario Mayor)
- William Antuan Villa Santiago (2 de febrero de 2016 nombrado - 31 de enero de 2021 nombrado rector del Santuario de Cristo Rey en Ocaña )
- Francisco Javier Peña Gonzalez (1 de febrero de 2025 - actual

## Descripción
La parroquia tiene un área de 900 metros cuadrados, con forma de rectángulo, con 4 columnas redondas, 2 en el atrio y 2 en el presbiterio, que significan los cuatro evangelistas, unos osarios en la parte superior del templo parroquial y cuatro vitales que se encuentran repartidos 2 en la entrada principal que son la Virgen de Torcoroma y el Beato Juan XXIII. Los otros 2 vitrales se encuentran uno encima de las puertas laterales y que son el Beato Juan Pablo II y la Madre Teresa de Calcuta. También una capilla interna que es donde se encuentra el sagrario.

## División pastoral
Para efectos de su organización interna y la provisión de los servicios pastorales a los fieles, la parroquia está dividida en 3 vicarítos foráneos que a su vez contienen, sectores, comités y corregimientos.
| Vicariato                   | Nombre                                     | Organización Interna                                               | Ubicación                      |
| Sectores Parroquiales       | Juan XXIII                                 | Coordinador                                                        | Barrio Juan XXIII de Ocaña     |
| Sectores Parroquiales       | La Torcoroma                               | Coordinador                                                        | Barrio La Torcoroma de Ocaña   |
| Sectores Parroquiales       | San José                                   | Coordinador                                                        | Barrio -- de Ocaña             |
| Sectores Parroquiales       | Rosa Mística                               | Coordinador                                                        | Barrio -- de Ocaña             |
| Sectores Parroquiales       | Virgen del Carmen                          | Coordinador                                                        | Barrio -- de Ocaña             |
| Sectores Parroquiales       | Santísima Trinidad                         | Coordinador                                                        | Barrio -- de Ocaña             |
| Sectores Parroquiales       | Divino Niño                                | Coordinador                                                        | Barrio Junín de Ocaña          |
| Sectores Parroquiales       | Juan Pablo II                              | Coordinador                                                        | Barrio Villa Calorina de Ocaña |
| Sectores Parroquiales       | Inmaculada Concepción                      | Coordinador                                                        | Barrio -- de Ocaña             |
| Sectores Parroquiales       | Santa Eudosia                              | Coordinador                                                        | Barrio -- de Ocaña             |
| Sectores Parroquiales       | Sagrado Corazón de Jesús                   | Coordinador                                                        | Barrio Las Delicias de Ocaña   |
| Sectores Parroquiales       | Don Bosco                                  | Coordinador                                                        | Barrio -- de Ocaña             |
|                             |                                            |                                                                    |                                |
| Comités Parroquiales        | EPAP (Equipo de Animación Parroquial)      | Párroco y Coordinador                                              | Zona urbana de Ocaña           |
| Comités Parroquiales        | Grupo de Oración                           | Párroco                                                            | Zona urbana de Ocaña           |
| Comités Parroquiales        | Jóvenes                                    | Párroco y Coordinador                                              | Zona urbana de Ocaña           |
| Comités Parroquiales        | Pastoral Social                            | Párroco y Coordinador                                              | Zona urbana de Ocaña           |
| Comités Parroquiales        | Acólitos o Monaguillos                     | Junta Directiva                                                    | Zona Urbana y Rural de Ocaña   |
| Comités Parroquiales        | Ministerio de Música Infantil              | Párroco y Coordinador                                              | Zona urbana de Ocaña           |
| Comités Parroquiales        | Ministros Extraordinarios de la Eucaristía | Párroco y Ministros                                                | Zona urbana de Ocaña           |
| Comités Parroquiales        | Lutirgia                                   | Párroco                                                            | Zona urbana de Ocaña           |
| Comités Parroquiales        | Catequesis                                 | Párroco y Catequistas                                              | Zona urbana de Ocaña           |
|                             |                                            |                                                                    |                                |
| Corregimientos parroquiales | Corregimiento de Agua de la Virgen         | • Engativá • Facatativá • Fontibón • Girardot • Soacha • Zipaquirá | Zona Rural de Ocaña            |
| Corregimientos parroquiales | Corregimento de Pueblo Nuevo               | • Engativá • Facatativá • Fontibón • Girardot • Soacha • Zipaquirá | Zona Rural de Ocaña            |

## Horarios
| Horario de misas                     |
| Domingos                             |
| ------------------------------------ |
| 7:00 a. m., 10:00 a. m. Y 5:00 p. m. |
| Lunes a Sábados                      |
| 7:00 p. m.                           |